# قائمة أثقل الناس
هذه قائمة أثقل الناس المسجلة. يتضمن الجدول اسم كل شخص، الوزن الأقصى، تاريخ الميلاد، وسنوات الحياة. هذه القائمة تقتصر على أولئك الأفراد الذين وزنهم أكثر من 450 كجم
| الاسم                | الدولة           | الجنس | ميلاد | وفاة           | الارتفاع | الوزن الأقصى    | مراجع |
| -------------------- | ---------------- | ----- | ----- | -------------- | -------- | --------------- | --- |
| جون براور مينوش      | الولايات المتحدة | ذكر   | 1941  | 1983           | 1.85 م   | 635 كجم         | فقد من الوزن حوالي 419 كجم |
| خالد بن محسن الشاعري | السعودية         | ذكر   |       | على قيد الحياة |          | 610 كجم         | فقد 150 كجم اعتبارًا من 11 نوفمبر 2013، بعد أن أمره الملك عبد الله عاهل السعودية بالبقاء في المستشفى في أغسطس 2013، ذكرت العربية في نوفمبر 2017 بأنه قد فقد 542 كيلوغرام (1,195 رطل؛ 85.4 ستون) ويزن الآن 68 كيلوغرام (150 رطل؛ 10.7 ستون). |
| مانويل أوريبي        | المكسيك          | ذكر   | 1965  | 2014           | 1.96م    | 597 كجم         | [ 4 ] [ 5 ] |
| كارول ياجر           | الولايات المتحدة | أنثى  | 1960  | 1994           | 1.70 م   | 545 كجم         | [ 6 ] |
| والتر هدسون          | الولايات المتحدة | ذكر   | 1944  | 1991           |          | 544 كجم         | |
| روزالي برادفورد      | الولايات المتحدة | أنثى  | 1943  | 2006           |          | 544 كجم         | تحمل الرقم القياسي العالمي لأكبر وزن مفقود من قبل امرأة، 415.9 كجم |
| مايكل هيبرانكو       | الولايات المتحدة | ذكر   | 1953  | 2013           |          | أكثر من 500 كجم | [ 7 ] |
| باتريك ديويل         | الولايات المتحدة | ذكر   | 1962  | على قيد الحياة | 1.70     | 486 كجم         | |
| روبرت إيرل هيوز      | الولايات المتحدة | ذكر   | 1926  | 1958           |          | 485 كجم         | |
| مايرا روزاليس        | الولايات المتحدة | أنثى  | 1980  | على قيد الحياة |          | 470 كجم         | [ 8 ] [ 9 ] [ 10 ] [ 11 ] |
| كينيث بروملي         | الولايات المتحدة | ذكر   | 1968  | على قيد الحياة |          | 469 كجم         | [ 12 ] |
| ميلز داردين          | الولايات المتحدة | ذكر   | 1799  | 1857           |          | 463 كجم         | |